# ACF Fiorentina (femminile)
L'ACF Fiorentina Femminile, già nota come Fiorentina Women's, è la sezione femminile della ACF Fiorentina, nonché principale squadra di calcio femminile di Firenze.
Fondata nel 2015, è stata una volta campione d'Italia (2016-2017) e ha vinto due Coppe Italia (2016-2017 e 2017-2018) e una Supercoppa Italiana (2018).

## Storia
La Fiorentina femminile venne fondata nell'estate 2015 e prontamente iscritta in Serie A, raccogliendo l'eredità dello storico club Associazione Calcio Femminile Firenze, che esisteva dal 1979. Pur confermando gran parte della squadra del Firenze e l'allenatore Sauro Fattori dell'anno precedente, la Fiorentina femminile è una società totalmente indipendente da quest'ultima, con organigramma e numero di matricola completamente nuovi.
Il primo presidente della Fiorentina femminile è Sandro Mencucci, già amministratore delegato della ACF Fiorentina, mentre Vincenzo Vergine, già Responsabile Sviluppo Giovanili della sezione maschile, ne diventa l'amministratore delegato.
La stagione 2015-2016, la prima per la società, si è conclusa con un terzo posto in Serie A a un solo punto dall'AGSM Verona e dalla qualificazione alla UEFA Women's Champions League, sfumata all'ultima giornata con la sconfitta proprio contro la squadra veronese.

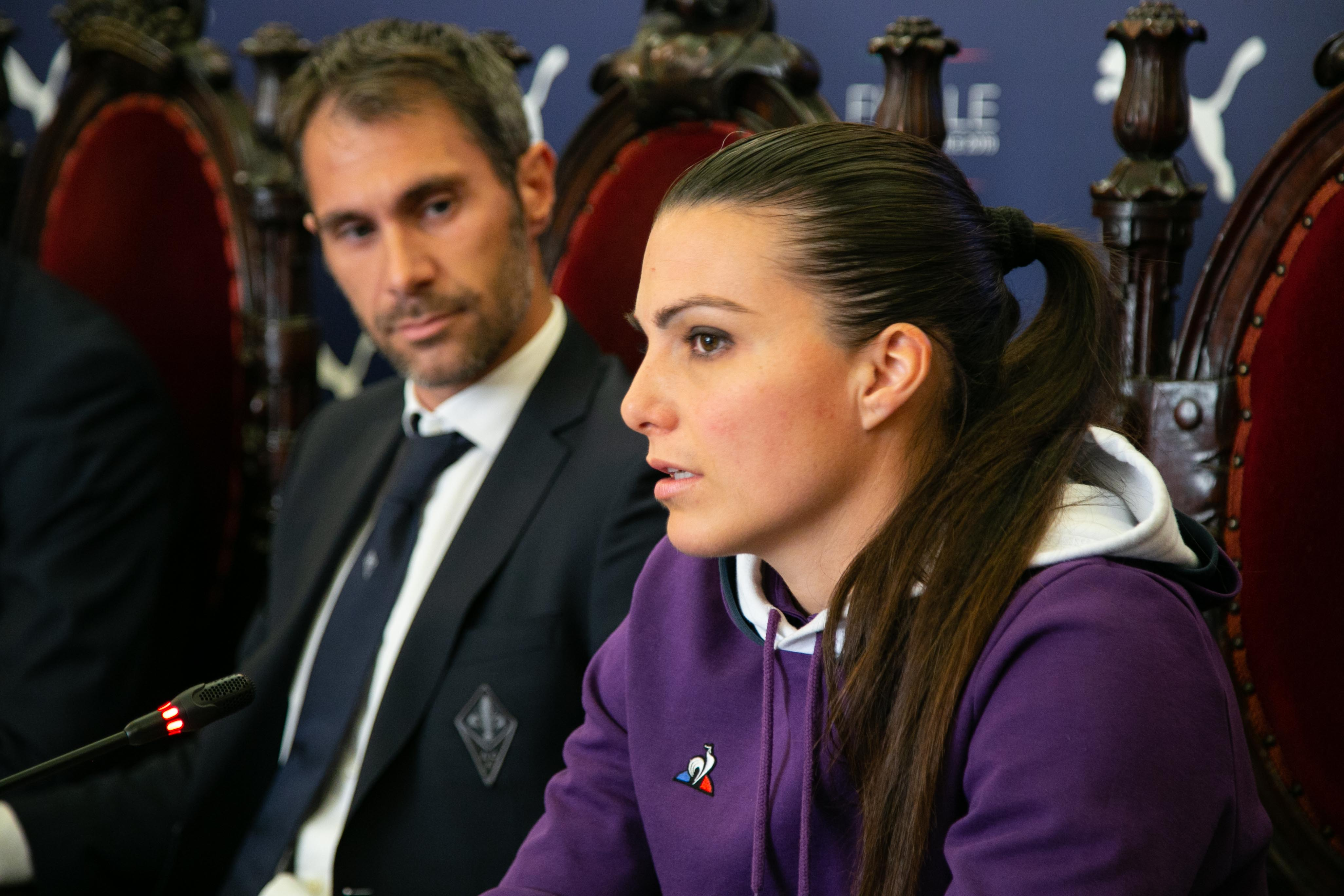
Da destra: il capitano Alia Guagni e il tecnico Antonio Cincotta, punti fermi della Fiorentina ai vertici nazionali nella seconda metà degli anni dieci.

Nella seconda stagione (2016-2017) con Sauro Fattori, la squadra conferma la sua competitività, raggiungendo fin dalla prima giornata la prima posizione in classifica. Il suo percorso in Campionato è da manuale, con 21 vittorie su 22 partite e una sola sconfitta per mano del Mozzanica, l'unica riuscita a sconfiggere le gigliate alla sedicesima giornata. A quattro giornate dal termine, grazie alla vittoria esterna a Brescia, la Fiorentina conquista il pass aritmetico per la UEFA Women's Champions League, prima partecipazione europea nella storia del club. Il 6 maggio 2017 allo stadio Franchi, davanti a quasi diecimila spettatori, batte in casa il Tavagnacco 2-0 e si laurea Campione d'Italia per la prima volta nella sua storia. A coronamento della stagione positiva la squadra, dopo aver raggiunto la finale di Coppa Italia, nell'incontro del 16 giugno conquista anche il trofeo ai danni del detentore Brescia, ottenendo così il doblete.
La stagione 2017-2018 si apre con la sconfitta in Supercoppa a Forlì proprio contro il Brescia. A ottobre la Viola fa il suo debutto in UEFA Women's Champions League vincendo al Franchi la gara di andata dei sedicesimi di finale contro le danesi del Fortuna Hjørring per 2-1. Nella gara di ritorno pareggia 0-0 e accede agli ottavi di finale dove si arrende al Wolfsburg perdendo in casa 4-0 e pareggiando 3-3 in Germania. In campionato chiude al terzo posto dietro Juventus e Brescia, ma ottiene la qualificazione alla UEFA Women's Champions League vincendo lo spareggio con il Tavagnacco (terzo a pari merito con la Viola) a causa cessione del titolo sportivo delle lombarde a favore del Milan.
Il 6 giugno 2019 la Società Sportiva Dilettantistica Fiorentina Women's Football Club passa nelle mani dell'imprenditore italo-americano Rocco Commisso, che la acquista da Diego ed Andrea Della Valle insieme all'ACF Fiorentina.
Il 13 luglio 2020 la SSD Fiorentina Women's Football Club è stata assorbita dalla ACF Fiorentina.
Nell'estate 2021 il tecnico Antonio Cincotta non è stato riconfermato, lasciando dopo 3 stagioni; al suo posto la guida tecnica è stata assegnata a Patrizia Panico. La stagione 2021-2022 si è aperta con la squadra in difficoltà e nella parte bassa della classifica. A metà stagione sono arrivate in squadra dal Milan Valentina Giacinti e Verónica Boquete; i risultati sono migliorati nel corso del girone di ritorno e la salvezza è stata conquistata alla penultima giornata grazie alla vittoria in trasferta sul Pomigliano. Per la stagione 2022-2023 Panico è stata riconfermata come allenatrice e sono tornate in squadra Alice Parisi e Laura Agard. Diversamente dall'anno precedente, la squadra ha iniziato il campionato con una serie di vittorie, concludendo il girone d'andata al terzo posto.

## Colori e simboli

### Colori
Il completo da gioco della Fiorentina Women's è identico a quello indossato dalla squadra maschile, ed è composto per la stagione 2020-21 da maglia, pantaloncini e calzettoni viola. Il completo di riserva è composto da maglia, pantaloncini e calzettoni bianchi. Il terzo completo è composto da maglia rossa con croce bianca (rimando alla bandiera della Repubblica Fiorentina), pantaloncini e calzettoni rossi. I portieri possono indossare un completo interamente grigio o, in alternativa, giallo fluo.

### Simboli ufficiali

#### Stemma
Lo stemma adottato dalla Fiorentina Women's è lo stesso utilizzato dalla sezione maschile, costituito da un giglio stilizzato fiorentino (rosso in campo bianco) all'interno di una losanga bordata d'oro; le iniziali della società (bianche e rosse su fondo viola) sono poste in uno spazio compreso fra due ulteriori filetti d'oro che partono dagli angoli opposti della losanga per congiungersi al di sotto del suo angolo inferiore.

#### Inno
L'inno ufficiale Fiorentina è intitolato Canzone viola, ma è conosciuto anche come O Fiorentina, composto nel 1930 da Marcello Manni e musicato da Marco Vinicio per la formazione maschile.

## Strutture

### Stadio
La Fiorentina Women's gioca le sue partite interne presso lo stadio "Curva Fiesole" al Rocco B. Commisso Viola Park.

### Centro allenamento
Le sedute giornaliere d'allenamento vengono svolte sempre presso il Rocco B. Commisso Viola Park.

## Società

### Organigramma societario
- Rocco Commisso - Presidente
- Alessandro Ferrari - Direttore generale
- Elena Turra - Head of Women
- Simone Mazzoncini - Direttore sportivo

### Sponsor
Nella tabella sottostante sono illustrati gli sponsor tecnici e ufficiali della squadra.
| Cronologia degli sponsor tecnici - 2015-2020 - Le Coq sportif - 2020-in corso - Kappa | Cronologia degli sponsor ufficiali - 2015-2020 - CF&P - 2020-2021: Mediacom, CF&P (retro), Estra (manica) - 2021-in corso: Mediacom, Synlab (retro), Estra (manica) |

## Allenatori e presidenti
Le Viola hanno avuto, nel corso della loro storia, 2 allenatori; il primo di questi è stato Sauro Fattori, già allenatore della squadra femminile dell'ACF Firenze. Successivamente a partire dalla stagione 2016-2017 è stato affiancato il giovane allenatore Antonio Cincotta. In queste due stagioni i due allenatori sono riusciti a vincere il campionato 2016-2017 e ben due coppe nazionali. Dalla stagione 2018-2019 viene confermato solo Antonio Cincotta che si appresterà ad affrontare le varie competizioni da primo allenatore.
| Allenatori - 2015-2016 Sauro Fattori - 2016-2018 Sauro Fattori e Antonio Cincotta - 2018-2021 Antonio Cincotta - 2021-2023 Patrizia Panico - 2023- Sebastiàn De La Fuente | Presidenti - 2015-2019 Sandro Mencucci - 2019- Rocco Commisso |

## Calciatrici

### Capitani
Di seguito la lista di tutte le calciatrici che hanno indossato la fascia da capitano.
- Giulia Orlandi (2015-2017)
- Alia Guagni (2017-2020)
- Stéphanie Öhrström (2020-2021)
- Alice Tortelli (2021-2022)
- Daniela Sabatino (2022-2023)
- Alice Tortelli (2023-2024)

## Palmarès

### Competizioni nazionali
- Campionato italiano: 1

2016-2017
- Coppa Italia: 2

2016-2017, 2017-2018
- Supercoppa italiana: 1

2018

### Altri piazzamenti
- Campionato italiano:

Secondo posto: 2018-2019, 2019-2020
Terzo posto: 2015-2016, 2017-2018, 2023-2024
- Coppa Italia:

Finalista: 2018-2019, 2023-2024
- Supercoppa italiana:

Finalista: 2017, 2019, 2020, 2024

## Statistiche e record

### Partecipazioni ai campionati
| Livello | Categoria | Partecipazioni | Debutto   | Ultima stagione | Totale |
| ------- | --------- | -------------- | --------- | --------------- | ------ |
| 1º      | Serie A   | 10             | 2015-2016 | 2024-2025       | 10     |

### Partecipazione alle coppe
| Competizione                  | Partecipazioni | Debutto   | Ultima stagione | Totale |
| ----------------------------- | -------------- | --------- | --------------- | ------ |
| Coppa Italia                  | 10             | 2015-2016 | 2024-2025       | 10     |
| Supercoppa italiana           | 5              | 2018      | 2024            | 5      |
| UEFA Women's Champions League | 5              | 2017-2018 | 2024-2025       | 5      |

### Statistiche individuali
Statistiche aggiornate al termine della stagione 2023-2024. In grassetto le giocatrici ancora in attività nella Fiorentina.
| Record di presenze in campionato 1. Alice Tortelli - 165 2. Greta Adami - 116 3. Valery Vigilucci - 94 4. Alice Parisi - 93 5. Alia Guagni - 89 6. Tatiana Bonetti - 84 7. Michela Catena - 77 8. Ilaria Mauro - 76 9. Stéphanie Öhrström - 69 10. Patrizia Caccamo - 66 |

| Record di reti in campionato 1. Tatiana Bonetti - 56 2. Ilaria Mauro - 43 3. Patrizia Caccamo - 35 4. Daniela Sabatino - 32 5. Alia Guagni - 22 6. Patrizia Panico - 20 7. Michela Catena - 15 8. Lana Clelland - 13 9. Elena Linari - 13 10. Verónica Boquete - 11 |

## Organico

### Rosa 2024-2025
Rosa e numeri come da sito ufficiale.
| N. |                      | Ruolo | Calciatrice               |
| -- | -------------------- | ----- | ------------------------- |
| 1  | Norvegia (bandiera)  | P     | Cecilie Fiskerstrand      |
| 2  | Italia (bandiera)    | P     | Francesca Durante         |
| 3  | Danimarca (bandiera) | D     | Stine Ballisager Pedersen |
| 4  | Italia (bandiera)    | A     | Agnese Bonfantini         |
| 5  | Italia (bandiera)    | D     | Alice Tortelli (capitano) |
| 6  | Germania (bandiera)  | C     | Stephanie Breitner        |
| 7  | Italia (bandiera)    | A     | Miriam Longo              |
| 8  | Islanda (bandiera)   | C     | Alexandra Jóhannsdóttir   |
| 9  | Svezia (bandiera)    | A     | Madelen Janogy            |
| 10 | Italia (bandiera)    | A     | Michela Catena            |
| 11 | Austria (bandiera)   | D     | Marina Georgieva          |
| 14 | Italia (bandiera)    | D     | Martina Toniolo           |
| 15 | Danimarca (bandiera) | C     | Sofie Bredgaard           |

| N. |                      | Ruolo | Calciatrice           |
| -- | -------------------- | ----- | --------------------- |
| 16 | Slovenia (bandiera)  | D     | Kaja Eržen            |
| 17 | Italia (bandiera)    | C     | Benedetta Bedini      |
| 18 | Danimarca (bandiera) | C     | Emma Snerle           |
| 20 | Italia (bandiera)    | D     | Alice Zaghini         |
| 21 | Italia (bandiera)    | C     | Emma Severini         |
| 22 | Svezia (bandiera)    | A     | Karin Lundin          |
| 23 | Italia (bandiera)    | C     | Lucia Pastrenge       |
| 32 | Italia (bandiera)    | P     | Giorgia Bettineschi   |
| 44 | Danimarca (bandiera) | D     | Emma Færge            |
| 77 | Svezia (bandiera)    | C     | Filippa Curmark       |
| 85 | Italia (bandiera)    | D     | Maria Luisa Filangeri |
| 87 | Spagna (bandiera)    | C     | Verónica Boquete      |

### Staff tecnico
Aggiornato al 21 agosto 2024.
- Sebastian De La Fuente - Allenatore
- Priscilla Del Prete - Vice allenatore
- Nicola Cecconi - Team manager
- Carmelo Roselli - Preparatore dei portieri
- Alessandro Buccolini - Preparatore atletico
- Giovanni De Gennaro - Preparatore atletico
- Simone Saravo - Match Analyst

Area sanitaria
- Matteo Donadei - Medico sociale
- Andrea Magro - Fisioterapista
- Costanza Delli - Fisioterapista
- Elisa Peccini - Fisioterapista